# Soane Tonga'uiha
Soane Tonga'uiha (nacido en Houma el 21 de enero de 1982) es un exjugador de rugby tongano, formado en Nueva Zelanda, que jugaba de pilier.
Su debut internacional se produjo con los Pacific Islanders contra Australia en Adelaida el 3 de julio de 2004.
Ha sido seleccionado para la Copa del Mundo de Rugby de 2015. En el partido contra Argentina, que terminó con victoria argentina 45-16, Tonga'uiha logró un ensayo.